# 莫托夫灣

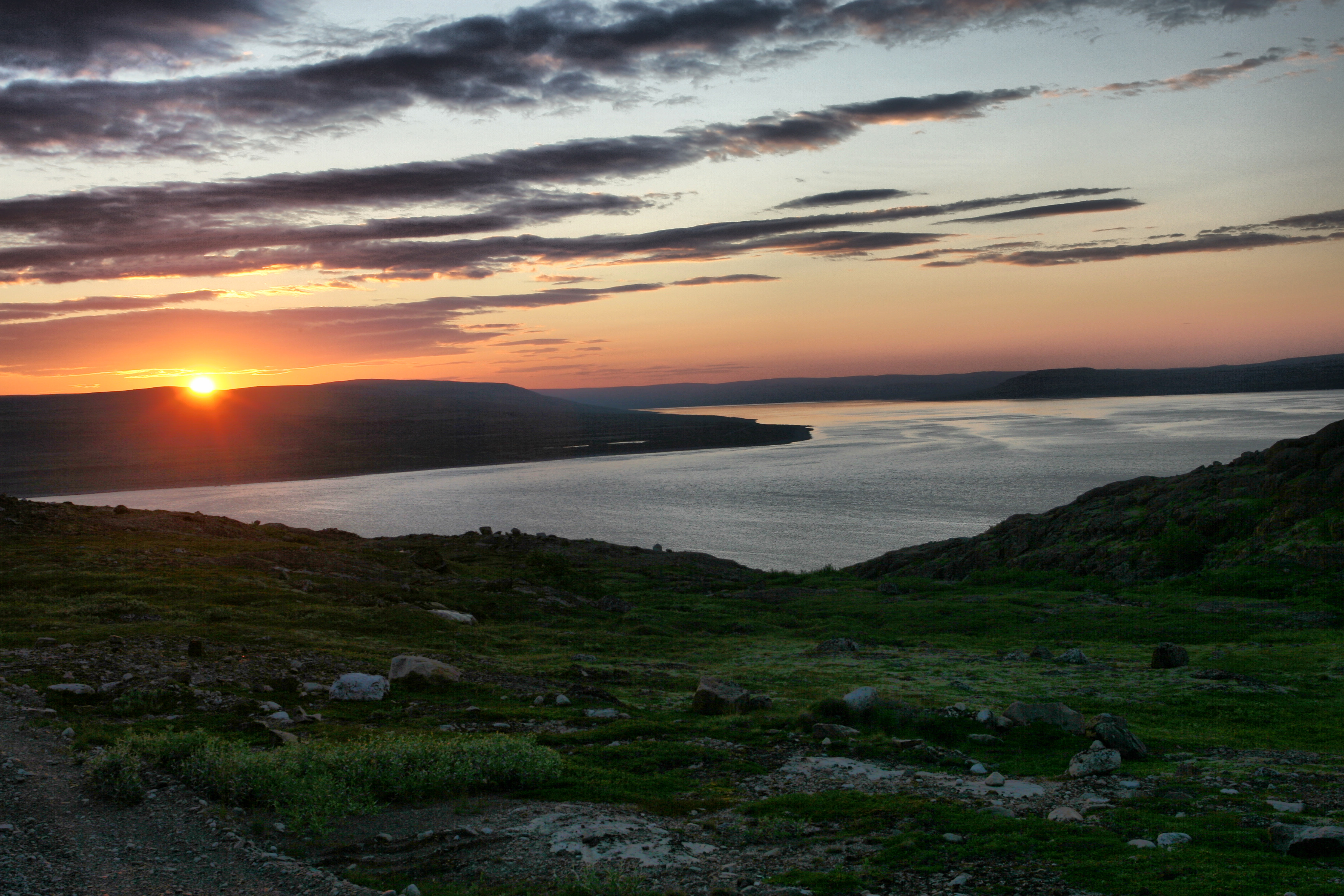

莫托夫灣是俄羅斯的海灣，位於科拉半島西北面的巴倫支海，由摩爾曼斯克州負責管轄，長43公里、寬5至15公里，最大水深超過200米，海灣岩岸陡峭。
69°32′N 32°33′E / 69.533°N 32.550°E